# Paulo Laserna Phillips
Paulo Gustavo Laserna Phillips (Ibagué, 15 de agosto de 1953) es un periodista, politólogo, presentador de televisión, político y empresario colombiano.
Fue presidente de Caracol Televisión desde septiembre de 2001 hasta febrero de 2011. 7 años después, de nuevo fue presidente y asesor de RCN Televisión desde noviembre de 2018 hasta abril de 2019 tras el reemplazo de José Roberto Arango.

## Biografía
Proveniente de una acaudalada familia tolimense, Paulo Laserna estudió relaciones internacionales en el Instituto de Estudios Políticos de París, ciencia política y alta gerencia en la Universidad de los Andes, y tiene un máster en administración pública de la Universidad de Harvard.
Fue concejal de Bogotá y asesor de Andrés Pastrana Arango durante su candidatura a la alcaldía de la capital colombiana, en 1988. Laserna creó el lema de dicha campaña, Diciendo y haciendo. Pese a que se considera conservador, Laserna no milita en ese partido.
Como periodista, trabajó en Caracol Radio, QAP Noticias, Noticiero Nacional y RCN Televisión, donde creó el programa La Noche. Presentó el magazín noticioso En la Línea y el programa humorístico Los Reencauchados (versión colombiana de Spitting Image) en los años 1990.
Desde 2000 hasta 2011, presentó la versión colombiana del concurso ¿Quién quiere ser millonario?. En 2015 regresó a Caracol Radio, como integrante del programa La Luciérnaga, tras la llegada a la dirección de Gustavo Gómez Córdoba. Sin embargo únicamente duró tres meses en el programa.

## Familia
Paulo Laserna Phillips pertenece a varios círculos familiares aristocráticos en su país, y su familia, los Laserna, es una de las más acaudaladas e influyentes de su tierra natal, Tolima. Sus padres son el empresario tolimense Guillermo Laserna Pinzón y Natalia Phillips Michelsen.

### Ascendencia y parentela
Su padre era hermano del académico colombo-francés Mario Laserna Pinzón (fundador de la Universidad de los Andes), quien es el abuelo de la política Paloma Valencia Laserna, nieta a su vez del expresidente Guillermo León Valencia. En conclusión Paulo es primo segundo de Paloma Valencia y primo del político Juan Mario Laserna.
Su madre era hija del veterano colombiano de la Guerra de los Mil Días, Oliverio Phillips Arenas y de la germana Carmen Michelsen Kalckar. Carmen era a su vez nieta del danés Karl Michelsen Koppel, el primer individuo con apellido Michelsen en pisar suelo colombiano, y consul de Colombia ante Dinamarca. A los Michelsen pertenecen el banquero Ernesto Michelsen Mantilla, su hijo Jaime Michelsen Uribe, su sobrina María Michelsen Lombana, y el hijo de ella Alfonso López Michelsen.
Michelsen Koppel estaba casado con una de las hijas de Bernardina Ibañez, amante del expresidente Francisco de Paula Santander (y también presuntamente del expresidente José Ignacio de Márquez), cuya hermana, Nicolasa, lo fue también del expresidente Simón Bolívar. De Nicolasa Ibañez era hijo el poeta y fundador del conservatismo José Eusebio Caro.
El suegro de Carlos Michelsen, Miguel Saturnino Uribe, era parlamentario y fue gobernador de El Socorro, Santander, donde nació, peleó y murió la heroína de la independencia de Colombia Antonia Santos, de quien es descendiente precisamente Miguel y los expresidentes Eduardo y Juan Manuel Santos. Nieto de Uribe era el artista Guillermo Uribe Holguín, y bisnieto suyo el diplomático Juan Uribe Holguín (o Uribe Uribe).

### Matrimonio y descendencia
Paulo se casó con Clara Inés Arias Marulanda, con quien tiene a sus tres hijos Diego, Silvia y Juan Pablo Laserna Arias.